# Kondratij Kuročkin
Kondratij Kuročkin (rusky Кондратий Курочкин, (16. století? – 17. století?) byl ruský kupec a cestovatel po Sibiři, který jako první objevil splavnost řeky Jenisej.
Kuročkin se od mládí věnoval obchodním plavbám. Několikrát se plavil po moři z Archangelsku do Mangazeje a zpět.
Objevitelé a osadníci na Jeniseji se domnívali, že řeka není kvůli mohutným peřejím a téměř celoročnímu zalednění splavná pro větší lodi a dá se jen těžko využít pro rozsáhlejší obchod. Teprve kupec Kondratij Kuročkin, který na Sibiř přišel od Severní Dviny, se v červnu 1610 vydal na několika kočích z Turuchanska k ústí řeky Jenisej v Karském moři. Svou úspěšnou plavbou potvrdil splavnost i pro větší lodě. Kuročkin pak dále pokračoval podél sibiřského pobřeží na východ, kde objevil ústí řeky Pjasiny, čímž dokončil v hrubých obrysech objevení severoasijského pobřeží od Pečory k Tajmyrskému poloostrovu.
Podle Kuročkina představovalo ústí Jeniseje výhodnou cestu nejen pro ruské obchodníky, ale i pro zahraniční pašeráky kožešin ze sibiřských lesů. Car Michail I. Fjodorovič proto v roce 1619 zakázal cizím lodím plout z Archangelska či z Pustozerska do ústí Jeniseje a proti jeho proudu.